# Conrad Veidt
Conrad Veidt (nacido Hans Walter Konrad Veidt; Berlín, 22 de enero de 1893-Hollywood, 3 de abril de 1943) fue un actor alemán, conocido hoy sobre todo por sus interpretaciones en películas como El gabinete del doctor Caligari (1920), Casablanca (1942) y Different from the others (1920).
Fue uno de los actores más importantes y prestigiosos de la Alemania de entreguerras. De temperamento nervioso y cuerpo delgado, su elevada estatura y sus rasgos angulosos debieron parecer idóneos a los productores cinematográficos para papeles de tirano, loco o malvado, como Satanás, Iván el Terrible o Rasputín, pero también de héroe o seductor. Le solían llamar der Dämon der Leinwand («el demonio de la pantalla»). Durante la época del cine expresionista alemán se le consideraba uno de sus máximos exponentes por lo hiperbólico de su físico y sus interpretaciones, perfectos para reflejar el lado oculto, onírico, oscuro de la naturaleza humana que deseaba desvelar este estilo artístico.

## Biografía
Veidt no pertenece a aquellos que actúan en un arte, sino a aquellos cuya propia presencia es ´arte.
Béla Balázs

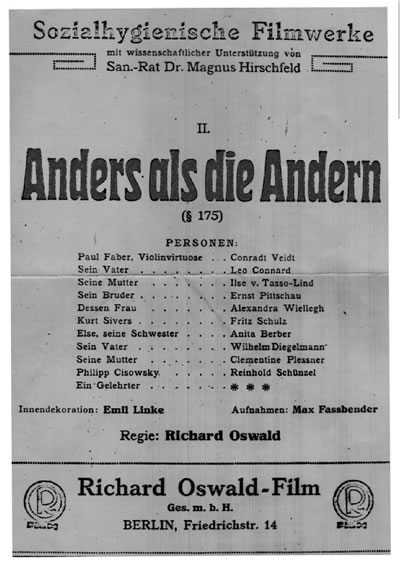
Anders als die Anderen

Nació con el nombre de Hans Walter Conrad Veidt en Potsdam, cerca de Berlín el 22 de enero de 1893. Mal estudiante, se graduó en Berlín siendo el último de su clase. Su primera vocación fue la de médico. Gracias a su tenacidad logró ingresar en la compañía de Max Reinhardt y desde 1916 hasta su muerte (en 1943) participó en unas cien películas, muchas desaparecidas. 
Su primer papel en una película famosa en el cine expresionista fue el de Césare, un asesino sonámbulo, en El gabinete del doctor Caligari (1919), una de las cintas más influyentes del cine mudo, así como El hombre que ríe (1928), de Paul Leni, en la que interpretaba a un artista de circo desfigurado. Las manos de Orlac (1924), de Robert Wiene, Nju (1924), de Paul Czinner o El estudiante de Praga, de Henrik Gaalen —director de la famosa El Golem (1915)— son otros títulos míticos del cine alemán de la época donde Conrad Veidt tuvo un papel importante o de protagonista. También colaboró con el gran director F. W. Murnau en cinco filmes, donde podemos ver al actor interpretando, entre otros, el papel de Satanás en una serie de episodios sobre el diablo.
Si bien es un film mucho menos conocido, cabe destacar asimismo su interpretación del protagonista en Anders als die anderen (Diferente a los demás) (1919), de Richard Oswald, la cual ocupa un lugar especial dentro del cine de temática homosexual, ya que se trata de la primera cinta que, gracias a la relajación de la censura en la Alemania de la  República de Weimar, puede abordar este tema, tabú en aquella época. Con este director colaboraría en una veintena de cintas, entre las cuales destaca otra sobre un tema «comprometido», Dürfen wir schweigen? (¿Podemos callar?) (1926), sobre la sífilis.
En 1927 viaja a Hollywood en respuesta a la llamada de John Barrymore para que hiciera el papel del Rey de Francia en The Beloved Rougue, pero el advenimiento del sonido le hizo regresar a su país porque su fuerte acento alemán limitaba sus posibilidades en Estados Unidos.
Se opuso fervientemente al régimen nazi, el cual, por otra parte, siempre miró con recelo a este declarado amigo de los judíos. Goebbels, consciente de la enorme popularidad de Veidt —fue el segundo actor mejor pagado de Alemania después de Emil Jannings, a quien Veidt admiraba y consideraba su mayor rival y opuesto a Veidt en muchos aspectos— intentó ganarle para la causa nazi o, al menos, retenerle en el país, pero tras su interpretación como el judío Süss en la película británica del mismo nombre, abandonó su empeño y el actor descendió inmediatamente a la categoría de persona non grata. La prensa oficial le dedicó estas palabras:

Conrad Veidt ha sido recompensado por esta traición a su patria, con el elogio del pueblo judío. Por ello ya no es humanamente digno de que ni tan sólo un dedo se mueva en Alemania para alabarle
Völkischer Beobachter 1934

## Exilio en Inglaterra y los Estados Unidos
Logró escapar de Alemania en 1933, cuando descubrió que la Gestapo planeaba asesinarle, con su tercera esposa Lily Prager, judía —acababa de divorciarse en 1932 de Felicitas Radke, madre de Viola, su única hija—. Se asentó en Gran Bretaña, donde continuó haciendo películas, entre las que destaca El ladrón de Bagdad (1940), de Michael Powell, con quien también rodó El espía negro (1939) y Contrabando (1940).
En 1933 protagonizó un conocido incidente diplomático entre Alemania y Gran Bretaña. Por exigencias de un contrato, se vio obligado a regresar a su país para el rodaje de Guillermo Tell, los nazis intentaron entonces retenerle en el país. Muchos temieron entonces por su vida, aunque finalmente las autoridades británicas consiguieron resolver la situación.
Más tarde fue a Hollywood, donde hizo películas como Un rostro de mujer (1941) o Agente Nazi (1942), de Jules Dassin, aunque su papel más recordado de esa época es el del agente nazi Heinrich Strasser en Casablanca (1942).
Murió el 3 de abril de 1943 a causa de un infarto mientras jugaba golf en Los Ángeles, fue cremado y las cenizas enterradas inicialmente en el Cementerio Ferncliff, en 1998 fue trasladado a Londres junto con las cenizas de su esposa Lily.

## Personalidad
La fama de Veidt durante los años de la guerra no se debió exclusivamente a su labor como actor. Donó parte de su sueldo y de su patrimonio para ayudar al esfuerzo bélico de los Aliados. Se distinguió desde sus comienzos por la defensa de los derechos de los homosexuales, las mujeres y los judíos y, tras el advenimiento del nazismo, por su beligerancia antinazi.
Otra faceta poco conocida y menos importante de Veidt es la de director-productor. La Noche en Goldenhall (1920) y Locura (1919) son sus dos únicas películas tras las cámaras —y ante ellas, porque se reservó el papel principal—.
Veidt puso la voz a una canción para la película F.P.1 (1933), titulada «Where the Lighthouse Shines Across the Bay». No tuvo éxito entonces, pero se convirtió en un éxito en el Reino Unido en la década de 1980. El disc-jockey Terry Wogan la puso en su programa matutino por una petición, y a partir de entonces le llegaron muchas otras pidiendo oírla de nuevo.
Los artistas de cómic Bob Kane y Jerry Robinson, junto con el escritor Bill Finger usaron la imagen de Veidt en la película The Man Who Laughs como inspiración para el irónico supervillano The Joker.

### Citas
«Soy un convencido espiritista y un médium muy bueno, y siempre desde que era joven he conocido lo que puede hacer el poder de la sugestión. En mi vida ha sido capaz de hacerlo todo, artístico y humano. Yo he puesto todo el alma y el corazón en las cosas y sé que gran parte de mi éxito es debido a esto. Esa es la razón, por ejemplo, de que una gran parte como Cesare en El Gabinete del Dr. Caligari me excitase tanto.»
«Creo que deberíamos rezar más, porque cuando rezamos siempre lo hacemos por algo bueno.»
«No tengo ideas falsas de mi arte. Soy lo que ha hecho de mí el público y, consecuentemente, no es posible que olvide mi deuda con él.»
«No soy sino un pobre actor que se pavonea y consume su tiempo sobre el escenario y luego ya no es escuchado.»
«Mi mayor gozo es vivir una parte realmente grande, incluso aunque ello suponga un gran esfuerzo. Un artista está cansado pero orgulloso cuando ha creado una gran obra de arte. Así sucede con el actor que vive un gran papel y está orgulloso de la parte que ha interpretado.»
«Yo nunca fui un villano en el escenario. Siempre interpreté tipos fuertes y simpáticos. Mi primer papel con una parte hablada en el teatro fue, lo crea o no, un cura. No fue hasta que no empecé a actuar en películas cuando los productores y directores me vieron ante todo como un extraño villano. Yo estaba contento de interpretar tanto the good guy (el bueno) como the bad guy (el malo) como dicen en América en argot, mientras el papel y el guion exigiesen abundancia de conflictos dramáticos y expresión emocional.»

## Filmografía
Cuando sólo figura el título en español se trata del título por el que es conocida la película entre los hispanohablantes. Cuando la película no ha sido estrenada o se trata de filmes menos conocidos cuyo título en español es difícil de averiguar, se opta por el título original y su traducción al lado.
- 1916: Der Weg des Todes (El camino de la muerte), de Robert Reinert;
- 1917: Der Spion (El espía), de Karl Heiland;
- 1917: Die Seeschlacht (La batalla naval), de Richard Oswald;
- 1917: Furcht (Miedo), de Robert Wiene;
- 1917: Wenn Tote Sprechen (Cuando los muertos hablan), de Robert Reiner;
- 1918: Das Rätsel von Bangalor (El enigma de Bagalor), de Alexnder Antalffy y Paul Leni;
- 1918: Opfer der Gesellschaft (Víctima de la sociedad), de Willi Grunwald;
- 1918: Colomba, de Arzén von Cserépy;
- 1918: Das Dreimäderlhaus (La casa de las tres muchachas), de Richard Oswald;
- 1918: Das Tagebuch einer Verlorenen (Diario de una descarriada), de Richard Oswald;
- 1918: Jettchen Geberts Geschichte (Historia de Jettchen Geberts), de Richard Oswald;
- 1918: Es werde Licht! 4. Teil: Sündige Mütter (¡Hay luz! Cuarto capítulo: Madre pecadora), de Richard Oswald;
- 1918: Dida Ibsens Geschichte (La historia de Dida Ibsen), de Richard Oswald;
- 1918: Henriette Jacoby, de Richard Oswald;
- 1919: Opium, de Robert Reinert;
- 1919: Nocturno der Liebe (Nocturno de amor), de Carl Boese;
- 1919: Die Mexikanerin (La mexicana), de Carl Heinz Wolff;
- 1919: Die Japanerin (La japonesa), de Ewald André Dupont;
- 1919: Die Prostitution, 1. Teil — Das gelbe Haus (La prostitución, 1ª parte — La casa amarilla), de Richard Oswald;
- 1919: Die Reise um die Erde in 80 Tagen (La vuelta al mundo en 80 días), de Richard Oswald;
- 1919: Peer Gynt (Conrad Veidt trabajó en dos capítulos), de Victor Barnowsky;
- 1919: Diferente a los demás (Anders als die Anderen), de Richard Oswald;
- 1919: Die Okarina (La ocarina), de Uwe Jens Krafft;
- 1919: Die Prostitution, 2. Teil — Die sich verkaufen (La prostitución, 2ª parte — Las que se venden), de Richard Oswald;
- 1919: Prinz Kuckuck - Die Höllenfahrt eines Wollüstlings (Príncipe Kuckuck — El viaje a los infiernos de un lujurioso), de Paul Leni;
- 1919: Wahnsinn (Locura), dirigida por el propio Veidt e interpretada por él;
- 1919: Unheimliche Geschichten (Historias lúgubres), de Richard Oswald;
- 1920: Künstlerlaunen (Caprichos de artista), de Paul Otto;
- 1920: Nachtgestalten (Figuras nocturnas), de Richard Oswald;
- 1920: Satanas, de F.W. Murnau;
- 1920: El gabinete del doctor Caligari, de Robert Wiene;
- 1920: Der Reigen — Ein Werdegang (La danza en corro — La trayectoria), de Richard Oswald;
- 1920: Patience, de Felix Basch y Paul Leni;
- 1920: Die Nacht auf Goldenhall (La noche en Goldenhall), dirigida e interpretada por el propio Conrad Veidt;
- 1920: Die Augen der Welt (Los ojos del mundo), Carl Wilhelm;
- 1920: Kurfürstendamm, de Richard Oswald;
- 1920: Der Januskopf (La cabeza de Janus), de F.W. Murnau;
- 1920: Abend – Nacht – Morgen (Tarde – Noche – Día), de F.W. Murnau;
- 1920: Manolescus Memoiren (Memorias de Manolescu), de Richard Oswald;
- 1920: Weltbrand (Catástrofe mundial), de Urban Gad;
- 1921: La tumba india: El tigre de Esnapur, de Joe May;
- 1921: Menschen im Rausch (Hombres en éxtasis), de Julius Geissendörfer;
- 1921: Das Geheimnis von Bombay (El secreto de Bombay), de Artur Holz;
- 1921: Gang in die Nacht (Camino en la noche), de F.W. Murnau;
- 1921: Liebestaumel (Delirio de amor), de Martin Hartwig;
- 1921: Die Liebschaften des Hektor Dalmore (Los asuntos amorosos de Héctor Dalmore), de Ricard Oswald;
- 1921: Sehnsucht (Ansiedad), de F.W. Murnau;
- 1921: Christian Wahnschaffe, 2. Teil — Die Flucht aus dem goldenen Kerker (Christian Wahnschaffe, 2ª parte — La huida de la prisión dorada), de Urban Gad;
- 1921: Der Graf von Cagliostro (El conde de Cagliostro), de Reinhold Schünzel;
- 1921: Landstraße und Großstadt (Carretera y gran ciudad), de Carl Wilhelm;
- 1921: Danton, de Dimitri Buchowetzki;
- 1921: Lady Hamilton, de Richard Oswald;
- 1921: Indische Grabmal: Die Sendung des Yoghi (La tumba india: La misión del Yogi), de Joe May;
- 1921: Der Leidensweg der Inge Krafft (El camino de sufrimiento de Inge Krafft), de Robert Dinesen;
- 1922: Lucrezia Borgia, de Richard Oswald;
- 1923: Glanz gegen Glück (Brillo a cambio de la felicidad), de Adolf Trotz;
- 1923: Bride of Vengeance (Novia de venganza);
- 1923: Paganini, de Heinz Goldberg;
- 1923: Wilhelm Tell, de Rudolf Dworsky y Rudolf Walther-Fein;
- 1924: Carlos und Elisabeth (Carlos e Isabel), de Richard Oswald;
- 1924: Las manos de Orlac, de Robert Wiene;
- 1924: El gabinete de las figuras de cera, de Paul Leni y Leo Birinsky;
- 1924: Nju, de Paul Czinner;
- 1925: Liebe Macht Blind (El amor ciega), Lothar Mendes;
- 1925: Le Comte Kostia, de Jacques Robert;
- 1925: Schicksal (Destino), de Felix Basch;
- 1925: Ingmarsarvet, de Gustaf Molander;
- 1926: Die Brüder Schellenberg (Los hermanos Schellenberg), de Karl Grüne;
- 1926: Dürfen wir schweigen? (¿Podemos callar?), de Richard Oswald;
- 1926: Kreuzzug des Weibes (La cruzada de la mujer), de Martin Berger;
- 1926: El estudiante de Praga, de Henrik Galeen;
- 1926: Die Flucht in die Nacht (La huida en la noche), de Amleto Palermi;
- 1926: Der Geiger von Florenz (El violinista de Florencia), de Paul Czinner;
- 1927: The Beloved Rogue (El amado granuja), de Alan Crosland;
- 1927: A Man's Past (Un pasado de hombre), de George Melford;
- 1927: The Last Performance (La última interpretación), de Pál Fejös;
- 1927: Gesetze der Liebe (Leyes del amor), de Magnus Hirschfeld y Richard Oswald;
- 1928: El hombre que ríe, de Paul Leni;
- 1929: Das Land ohne Frauen (La tierra sin mujeres), de Carmine Gallone;
- 1930: Die Letzte Kompanie (La última compañía), de Curtis Bernhardt;
- 1930: Menschen im Käfig (Hombres enjaulados), de Ewald André Dupont;
- 1931: El Congreso se divierte, de Erik Charell;
- 1931: Der Mann, der den Mord beging (El hombre que perpetró el asesinato), de Curtis Bernhardt;
- 1931: Die Nacht der Entscheidung (La noche de la decisión), de Dimitri Buchowetzki;
- 1931: Der Kongreß Tanzt (El Congreso baila), de Erik Charell;
- 1931: Die andere Seite (El otro bando), Heinz Paul;[2]
- 1932: Rasputin, Dämon der Frauen (Rasputín, demonio de las mujeres), de Adolf Trotz;
- 1932: Der Schwarze Husar (El húsar negro), de Gerhard Lamprecht;
- 1932: Rome Express, de Walter Forde;
- 1933: The Wandering Jew (El judío errante), de Maurice Elvey;
- 1933: Ich und die Kaiserin (Yo y la Emperatriz), de Frederick Hollander;
- 1933: F.P.1, de Karl Hartl;
- 1933: Yo he sido espía, de Victor Saville;
- 1934: Guillaume Tell, de Heinz Paul;
- 1934: Bella Donna, de Robert Milton;
- 1934: Wilhelm Tell, de Heinz Paul;
- 1934: El judío Süß, de Lothar Mendes;
- 1935: The Passing of the Third Floor Back (al menos en España estrenada como El desconocido), de Berthold Viertel;
- 1935: King of the Damned (Rey de los condenados), de Walter Forde;
- 1937: Dark Journey (al menos en España conocida como La mujer enigma), de Victor Saville;
- 1937: Under the Red Robe (Bajo la capa roja), de Victor Sjöström;
- 1938: Le Joueur d'échecs, de Jean Dréville;
- 1938: Tempête sur l'Asie, de Richard Oswald;
- 1939: A People Eternal, de Maurice Elvey;
- 1939: El espía negro (Spy in Black), de Michael Powell;
- 1940: El ladrón de Bagdad, de Michael Powell;
- 1940: Escape (Huida), de Mervyn LeRoy;
- 1940: Contrabando, de Michael Powell;
- 1941: Un rostro de mujer, de George Cukor;
- 1941: Silbando en la oscuridad, de S. Sylvan Simon;
- 1941: A través de la noche, de Vincent Sherman;
- 1941: The Men in Her Life (Los hombres en su vida), de Gregory Ratoff;
- 1942: Agente nazi, de Jules Dassin;
- 1942: Casablanca, de Michael Curtiz;
- 1943: Al filo de la sospecha (Above Suspicion), de Richard Thorpe.